# ドミトリー・コズロフ
ドミトリー・ティモフェーエヴィチ・コズロフ（Дмитрий Тимофеевич Козлов；1896年10月23日 - 1967年12月6日）は、ソ連の軍人。中将。

## 生涯
ラズグリャイカ村（現ゴリコフ州セミョーノフスキー地区）出身。1915年、ロシア帝国軍に召集され、1917年、准尉学校を卒業。1917年、中隊及び連隊の委員に選出。
1918年から赤軍に入り、ロシア内戦時、大隊長、連隊長として東部戦線で白軍と、トルキスタン戦線でバスマチ蜂起と戦う。1924年、「狙撃」課程を修了し、連隊長、狙撃師団参謀長、狙撃師団長、キエフ歩兵学校長、第44狙撃師団長を歴任。1928年、M.V.フルンゼ名称軍事アカデミーを卒業。冬戦争時、狙撃軍団を指揮。1940年～1941年、オデッサ軍管区副司令官、防空総局長、ザカフカーズ軍管区司令官を歴任し、イラン進駐 (1941年)を指揮した。
独ソ戦時、ザカフカーズ、カフカーズ、クリミア戦線を指揮し、ロストフ・ナ・ドヌの解放、セヴァストポリ及びタマン海峡の防衛、フェオドシア、ケルチ及びケルチ海峡の上陸作戦を指揮した。その後、スターリングラード戦線の第24軍を指揮。1942年10月からヴォロネジ戦線副司令官、在レニングラード戦線スタフカ全権代表（1943年5月～8月）、1943年8月からザバイカル戦線副司令官となった。ソ連対日参戦に参加。
1946年～1954年、ザバイカル軍管区副司令官、ザバイカル、アムール及び白ロシア軍管区の司令官補佐官を歴任。1949年、参謀本部軍事アカデミー附属高等学術課程を修了。1954年から予備役。
レーニン勲章3個、赤旗勲章5個を受賞。